# Allium schmitzii
Allium schmitzii là một loài thực vật có hoa trong họ Amaryllidaceae. Loài này được Cout. mô tả khoa học đầu tiên năm 1896.